# Cyathea archboldii
Cyathea archboldii är en ormbunkeart som beskrevs av Carl Frederik Albert Christensen. Cyathea archboldii ingår i släktet Cyathea och familjen Cyatheaceae. Utöver nominatformen finns också underarten C. a. horrida.